# Borisow-BGUFK
Borisow-BGUFK (ros. Борисов-БГУФК, biał. Барысаў-БДУФК, Barysau-BDUFK) – białoruska drużyna siatkarska z Borysowa założona w czerwcu 2010 roku. W latach 2010-2016 występowała pod szyldem piłkarskiego klubu BATE pod nazwą BATE-BGU. We wrześniu 2016 roku odpowiedzialność za nią przejął nowo powstały klub Borisow-2010 (ros. Борисов-2010, biał. Барысаў-2010, Barysau-2010) prowadzony przez Borisowskij fizkulturno-ozdorowitielnyj centr. W latach 2016-2019 występowała pod nazwą BATE-BGUFK, a od sezonu 2019/2020 – Borisow-BGUFK.
Nieprzerwanie od sezonu 2010/2011 bierze udział w najwyższej klasie rozgrywkowej – wyższej lidze. W swojej historii dwukrotnie zdobyła wicemistrzostwo Białorusi i dwukrotnie zagrała w finale krajowego pucharu. W sezonach 2015/2016 i 2016/2017 uczestniczyła w Pucharze Challenge.
Mecze domowe Borisow-BGUFK rozgrywa w hali sportowej Borisowskiego fizkulturno-ozdorowitielnego centra.

## Nazwy drużyny
- 2010-2012 – BGU-BATE (ros. БГУ-БАТЭ, biał. БДУ-БАТЭ, BDU-BATE)
- 2012-2016 – BATE-BGU (ros. БАТЭ-БГУ, biał. БАТЭ-БДУ, BATE-BDU)
- 2016-2019 – BATE-BGUFK (ros. БАТЭ-БГУФК, biał. БАТЭ-БДУФК, BATE-BDUFK)
- od 2019 – Borisow-BGUFK (ros. Борисов-БГУФК, biał. Барысаў-БДУФК, Barysau-BDUFK)

## Historia
W czerwcu 2010 roku z inicjatywy przewodniczącego Mińskiego Obwodowego Komitetu Wykonawczego i prezesa Białoruskiego Związku Piłki Siatkowej Barysa Batury w Borysowie utworzono profesjonalną męską drużynę w piłce siatkowej BATE-BGU. Akronim BATE pochodził od nazwy Borysowskiego Zakładu Samochodowych i Traktorowych Urządzeń Elektrycznych (ros. Борисовский завод автотракторного электрооборудования, Borisowskij zawod awtotraktornogo elektrooborudowanija, biał. Барысаўскі завод аўтатрактарнага электраабсталявання, Barysauski zawod autatraktarnaha elektraabstalawannia), natomiast BGU to skrótowiec Białoruskiego Uniwersytetu Państwowego. Na czele nowego zespołu stanął Alaksandr Hierasimau.
Już w pierwszym sezonie BATE-BGU wystartował w najwyższej klasie rozgrywkowej. Drużyna zajęła 8. miejsce na 9 startujących zespołów, tym samym trafiła do baraży, w których wygrała z wicemistrzem I ligi Legionem z obwodu grodzieńskiego. W lipcu 2011 roku otwarta została hala sportowa w borysowskim centrum sportu i zdrowia (ros. Борисовский физкультурно-оздоровительный центр, Borisowskij fizkulturno-ozdorowitielnyj centr, biał. Барысаўскі фізкультурна-аздараўленчы цэнтр, Barysauski fizkulturna-azdaraulenczy centr).
Przed sezonem 2011/2012 władze klubu zdecydowały się na zmianę sztabu trenerskiego. Następcami Alaksandra Hierasimaua zostali Alaksandr Wirkouski jako główny trener oraz Siarhiej Czaśnawicki jako asystent. BATE-BGU sezon 2011/2012 zakończył na 6. miejscu, natomiast sezon 2012/2013 na 5. miejscu. W 2012 roku zespół doszedł do finału krajowego pucharu, w którym przegrał z Stroitielem. W sezonie 2013/2014 zajął 4. miejsce zarówno w wyższej lidze, jak i w krajowym pucharze.
Przed sezonem 2014/2015 głównym trenerem został dotychczasowy asystent Siarhiej Czaśnawicki. W sezonach 2014/2015 i 2015/2016 klub z Borysowa osiągnął największe sukcesy w swojej historii, zostając dwukrotnie wicemistrzem Białorusi. W 2015 roku zdobył również brązowe medale Pucharu Białorusi. W sezonie 2015/2016 BATE-BGU zadebiutował w europejskich pucharach, biorąc udział w Pucharze Challenge. W II rundzie kwalifikacyjnej przegrał dwumecz z rosyjskim Fakiełem.
We wrześniu 2016 roku Borisowskij fizkulturno-ozdorowitielnyj centr założył siatkarski klub Borisow-2010 i przejął odpowiedzialność za drużynę BATE-BGU. W tym okresie nowy klub rozpoczął współpracę z Białoruskim Państwowym Uniwersytetem Kultury Fizycznej (BGUFK) w celu szkolenia młodzieży, stąd w trakcie sezonu 2016/2017 zespół przyjął nazwę BATE-BGUFK. W pierwszych pięciu kolejkach drużynę prowadził Rusłan Sielauka. 5 grudnia 2016 roku nowym trenerem został Ihar Zahorcau. BATE-BGUFK sezon zakończył jako brązowy medalista mistrzostw Białorusi i finalista krajowego pucharu. Po raz drugi uczestniczył w Pucharze Challenge. W 1/16 finału wygrał z Legionem Obuchowo, natomiast w 1/8 finału ponownie został pokonany przez Fakieł.
W sezonie 2017/2018 BATE-BGUFK prowadzony był przez Dzmitryja Licharada. Zespół zajął 3. miejsce w wyższej lidze i krajowym pucharze. W kolejnym sezonie drużynę objął Rusłan Sielauka. Rozgrywki w mistrzostwach Białorusi BATE-BGUFK zakończył na 5. pozycji, a w krajowym pucharze na 4. miejscu.
Przed sezonem 2019/2020 zespół zmienił nazwę na Borisow-BGUFK, usuwając człon BATE. Od tego czasu klub koncentruje się głównie na przygotowywaniu młodych zawodników do gry w ekstraklasie. Odmłodzenie zespołu spowodowało, że zaczął on osiągać słabsze wyniki. W sezonie 2019/2020 w wyższej lidze zajął 7. miejsce, w sezonie 2020/2021 – 8. miejsce, w sezonie 2021/2022 – 7. miejsce, natomiast w sezonie 2022/2023 – 5. miejsce.
6 stycznia 2024 roku obowiązki głównego trenera przestał pełnić Rusłan Sielauka. Zastąpił go na tym stanowisku Aleh Chmialeuski. Sezon 2023/2024 Borisow-BGUFK zakończył na 7. miejscu.

## Bilans sezonów
| Sezon                             | Rozgrywki ligowe | Rozgrywki ligowe | Puchar              |
| Sezon                             | Poziom           | Miejsce          | Puchar              |
| --------------------------------- | ---------------- | ---------------- | ------------------- |
| 2010/2011                         | Wyższa liga      | 8/9              | —                   |
| 2011/2012                         | Wyższa liga      | 6/9              | ćwierćfinał         |
| 2012/2013                         | Wyższa liga      | 5/10             | finał               |
| 2013/2014                         | Wyższa liga      | 4/9              | 4. miejsce          |
| 2014/2015                         | Wyższa liga      | 2/8              | ćwierćfinał         |
| 2015/2016                         | Wyższa liga      | 2/8              | 3. miejsce          |
| 2016/2017                         | Wyższa liga      | 3/8              | finał               |
| 2017/2018                         | Wyższa liga      | 3/8              | 3. miejsce          |
| 2018/2019                         | Wyższa liga      | 5/8              | 4. miejsce          |
| 2019/2020                         | Wyższa liga      | 7/9              | ćwierćfinał         |
| 2020/2021                         | Wyższa liga      | 8/9              | faza kwalifikacyjna |
| 2021/2022                         | Wyższa liga      | 7/9              | 4. miejsce          |
| 2022/2023                         | Wyższa liga      | 5/9              | faza półfinałowa    |
| 2023/2024                         | Wyższa liga      | 7/10             | 4. miejsce          |
| 2024/2025                         | Wyższa liga      | 3/9              | 3. miejsce          |
| Poziom rozgrywek: pierwszy poziom |                  |                  |                     |

## Udział w europejskich pucharach
| Sezon     | Rozgrywki        | Osiągnięcie             |
| --------- | ---------------- | ----------------------- |
| 2015/2016 | Puchar Challenge | II runda kwalifikacyjna |
| 2016/2017 | Puchar Challenge | 1/8 finału              |

## Osiągnięcia
Mistrzostwa Białorusi:
- 2. miejsce (2x): 2015, 2016
- 3. miejsce (3x): 2017, 2018, 2025

Puchar Białorusi:
- 2. miejsce (2x): 2012, 2016
- 3. miejsce (3x): 2015, 2017, 2024

## Trenerzy
| Okres     | Imię i nazwisko      | *           |
| --------- | -------------------- | ----------- |
| 2010-2011 | Alaksandr Hierasimau | [ 5 ]       |
| 2011-2014 | Alaksandr Wirkouski  | [ 5 ]       |
| 2014-2016 | Siarhiej Czaśnawicki | [ 3 ]       |
| 2016      | Rusłan Sielauka      | [ 6 ]       |
| 2016-2017 | Ihar Zahorcau        | [ 6 ]       |
| 2017-2018 | Dzmitryj Licharad    | [ 4 ]       |
| 2018-2024 | Rusłan Sielauka      | [ 4 ] [ 7 ] |
| od 2024   | Aleh Chmialeuski     |             |